# نظام رادار (Erieye)

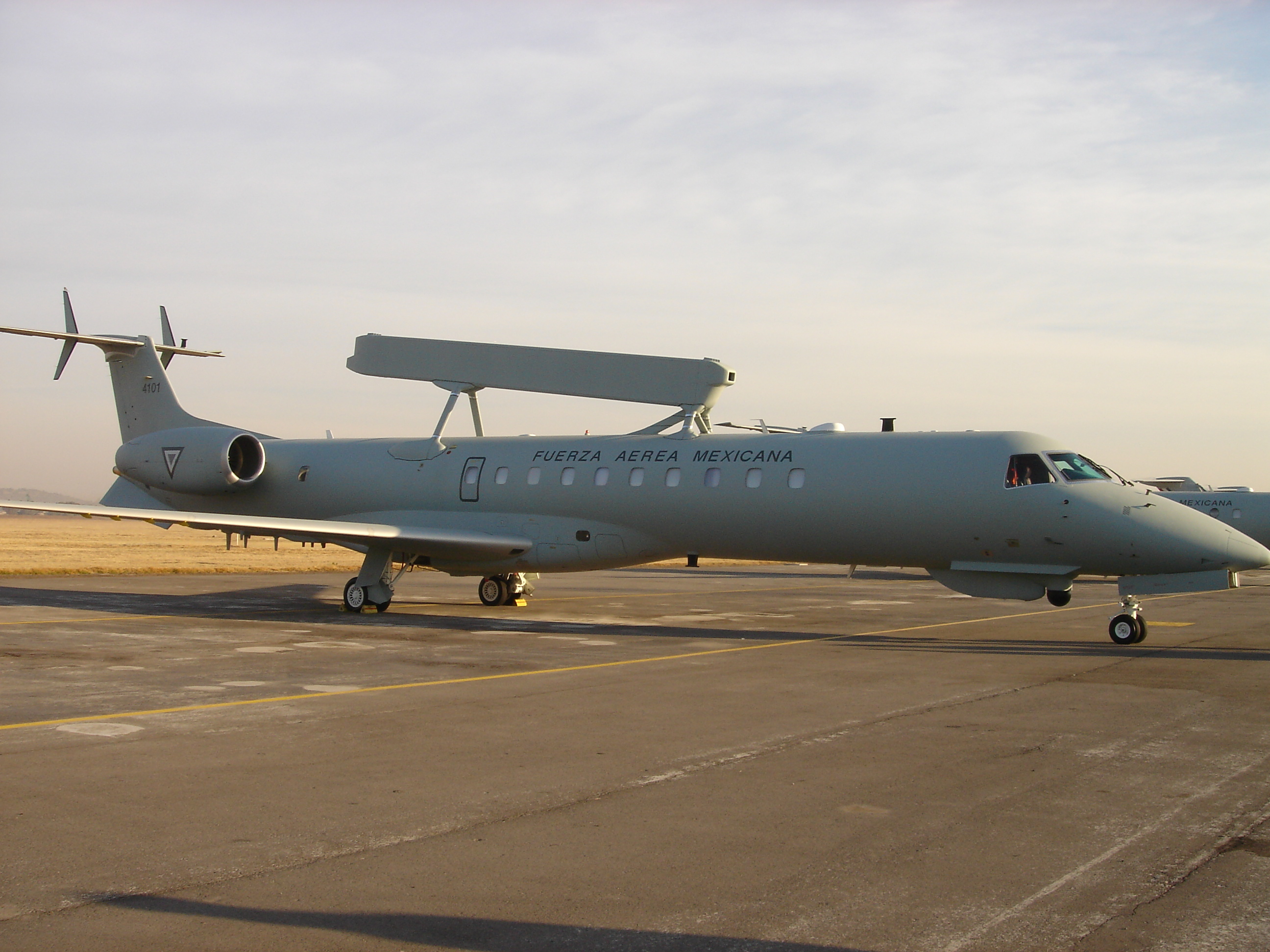

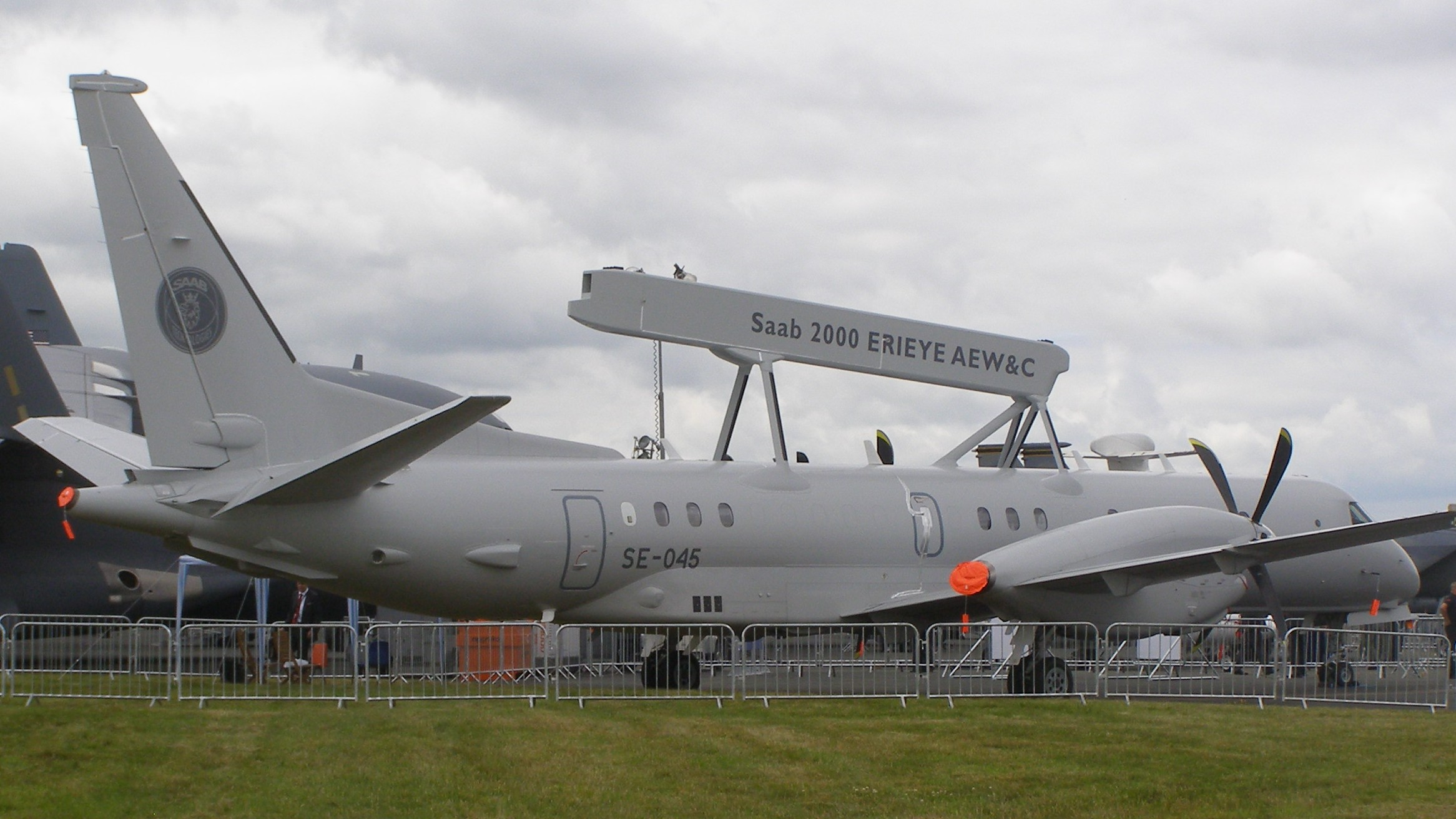
نظام رادار (Erieye) مثبت على طائرة ساب 2000 على طائرة ساب 2000 Erieye AEW & C، صنعت لصالح سلاح الجو الباكستاني بتمويل سعودي، معروضة خلال معرض فارنبرة للطيران في عام 2008.

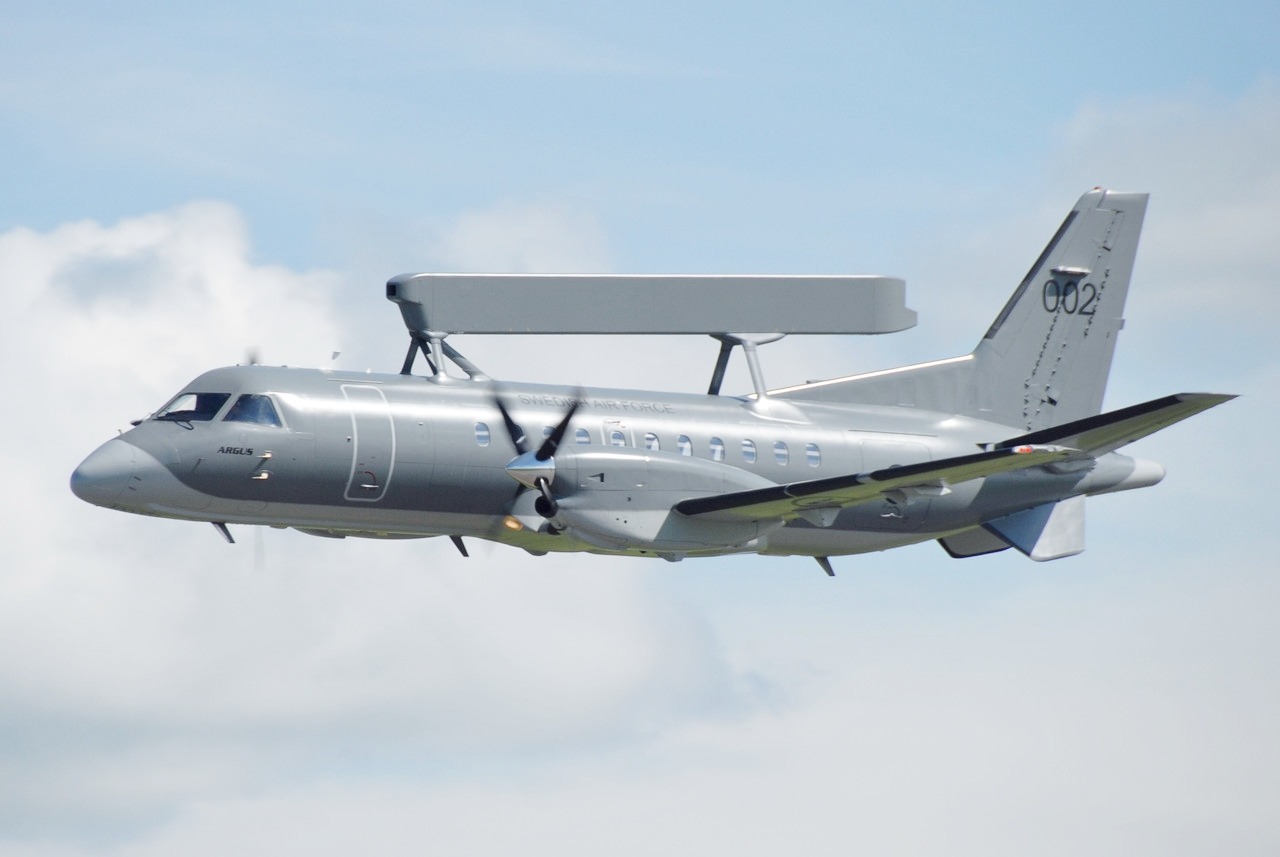
ساب 340 (AEW&C) إس 100 بي أرجوس) تابعة للقوات المسلحة السويدية في رحلة طيران، عام 2010

نظام رادار هو نظام للإنذار المبكر والتحكم محمول جوا، طور من قبل شركة ساب للطائرات السويدية. ويستخدم صفيف مسح إلكتروني نشط، المعروف أيضا باسم الرادار النشط المصفوفة على مراحل (APAR)،وهو نوع من مراحل مجموعة الرادار الذي يقوم بالإرسال والاستقبال وله وظائف عديدة وكذلك استقبال وحدات (TRMS). ورادارات AESA هدفها إرسال «شعاع» عن طريق انبعاث منفصلة من موجات الراديو من كل وحدة والتي تتداخل بشكل بناء في زوايا معينة أمام الهوائي. ويوفر الرادار تغطية بزاويه 300درجة ويحتوي على مجموعة ردود وافعال من 450 كم والرادار مجهز بنظام تحديد العدو والصديق ولها وضع المراقبة البحرية النظام Erieye لديه التوافق الكامل مع حلف شمال الأطلسي أنظمة القيادة والسيطرة للدفاع الجوي. يتم استخدام Erieye على مجموعة متنوعة من المنصات مثل الطائرة البرازيل إمبراير آر-99 (EMB-145) وطائرة ساب 340 وتم مؤخرا تطبيقه على طائرة ساب 2000.

## المستخدمين
البرازيل
 اليونان
 المكسيك
 باكستان
 السعودية
 السويد
 تايلاند
 الإمارات العربية المتحدة - 2 تحت الطلب.

## المشاركة في الحروب
- عملية عاصفة الحزم

## التطبيقات
يمكن تثبيت نظام رادار (Erieye) على الطائرات التالية:
- إمبراير آر-99 (EMB-145)
- ساب 340
- ساب 2000

## روابط خارجية
- اهتمام سعودي (بالسويدية)
- Saab Erieye

## وصلات خارجية
- Saudi interest (بالسويدية)
- Saab Erieye